# 掃海艇

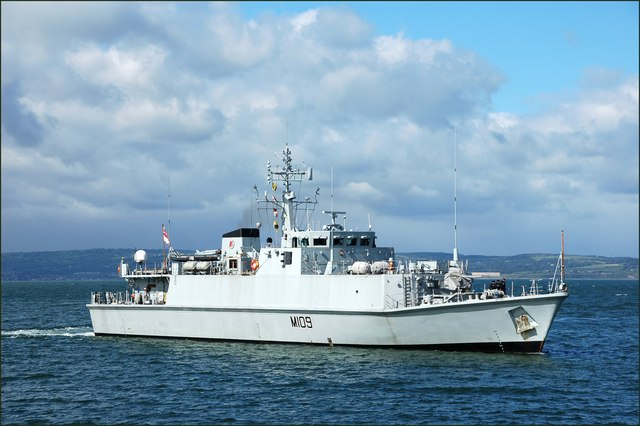
英海軍サンダウン級機雷掃討艇

掃海艇（そうかいてい 英語: Minesweeper）は、機雷の掃海を任務とする軍艦。任務が重複する機雷掃討艇、同任務でより大型の掃海艦についても本項で扱う。

## 概要
敷設された機雷は、艦船の航行に対する重大な脅威であり、安全な航行のためには掃海作業により機雷を除去することが求められる。現代の掃海艇は、感応機雷に対するため、艇体が非磁性化され、無人遠隔作業機等の特殊な装備を有する。将来的には、無人艇(UUV)の活用も検討されている。

## 来歴

### 近代機雷戦の端緒と係維機雷への対処（日露戦争 - 第1次大戦）

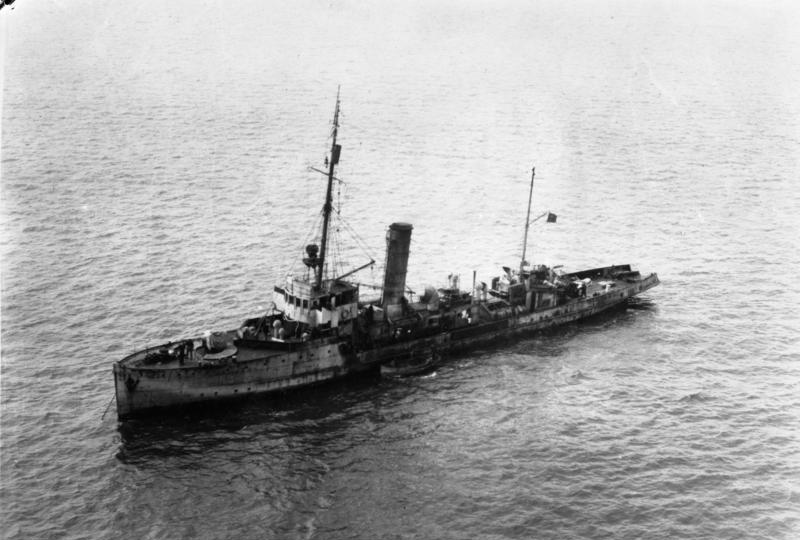
第1次大戦中の独海軍掃海艇

機雷戦・対機雷戦が初めて世界的な注目を集めたのは日露戦争の時であった。旅順口攻撃・旅順港閉塞作戦において、大日本帝国海軍・ロシア海軍双方が係維式の触発機雷を敷設したことから、これを警戒する必要が生じ、実質的に初めて、掃海が行われることになった。この際には、2隻の艦艇でワイヤ（掃海索）を曳航して機雷の係維索を引っ掛けることで、機雷を危険のない海域に移動させたり、あるいは掃海索に取り付けたカッターで係維索を切断して缶体を浮上させることで、機雷を無力化していたが、掃海索の曳航は駆逐艦などでも行うことができたことから、専用の掃海艇を必要とはしなかった。
第一次世界大戦の開戦前までは、各国とも日本海軍と同様に必要に応じて掃海具を適当な艦船に搭載する方式か、一線で使えなくなった艦艇を掃海艇に改装して機雷戦に備えていた。第一次世界大戦では、連合国軍、同盟国軍双方が大規模な機雷敷設作戦を実行したため、各国で多くの掃海艇が新造されたほか、様々な民間船が掃海艇として徴用された。この頃の掃海艇は大きく分けて、高い航洋性を持った外洋型と、小型の沿岸型に分けられる。なお外洋型の一部は武装と機関の能力を強化し、前線での行動を可能とした艦隊随伴型であった。また、外洋型はその航洋性と適度な武装が買われ、連合国軍においてたびたび護衛任務に使用された。

### 感応機雷の出現と機雷掃討の試み（第2次大戦 - 朝鮮戦争）

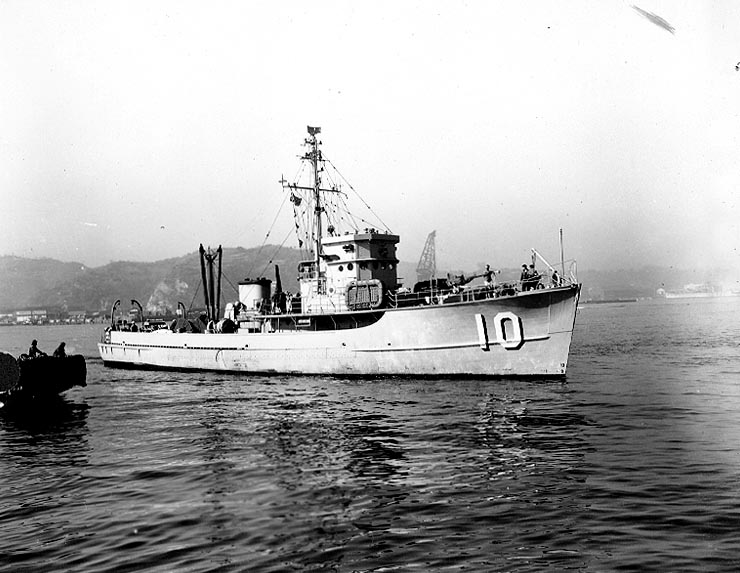
米海軍アルバトロス級。第2次大戦後期の代表的掃海艇

第二次世界大戦の開戦当初においても、機雷とはすなわち触発式の係維機雷であり、これに対する掃海艇は、特に外洋型においては、艦隊の前路掃海を主任務として比較的高速・重装備の鋼製の艇が主流であった。しかし大戦後期に、沈底式感応機雷が出現したことで、対機雷戦はいっそう複雑かつ熾烈になった。感応機雷としては、まず船の磁気を感知する磁気機雷、次にスクリューの音響を感知する音響機雷、そして最後には水圧を感知する機雷も敷設された。このことから、特に磁気機雷に対する触雷を避けるため、以後、掃海艇の建材は非磁性化が求められるようになった。
これらの沈底式感応機雷は、大戦後にも改良が続けられ、朝鮮戦争において実戦投入されたことで、その脅威を関係各国に認識させることとなった。特に感応機雷発火装置の高知能化・目標追尾機雷の出現は、従来の曳航式後方掃海における触雷のリスク・掃海の不確実さを増大させることになり、爆発物処理の手法により機雷を一個一個確実に無力化していくという、機雷掃討に注目が集まった。この必要に応じて、既存の掃海艇への機雷探知機（高周波アクティブ・ソナー）の装備が進むとともに、後には機雷処分を担当する遠隔操作無人探査機である機雷処分具の装備化も進められた。

### FRP艇の出現と深深度/短係止上昇式機雷への対処

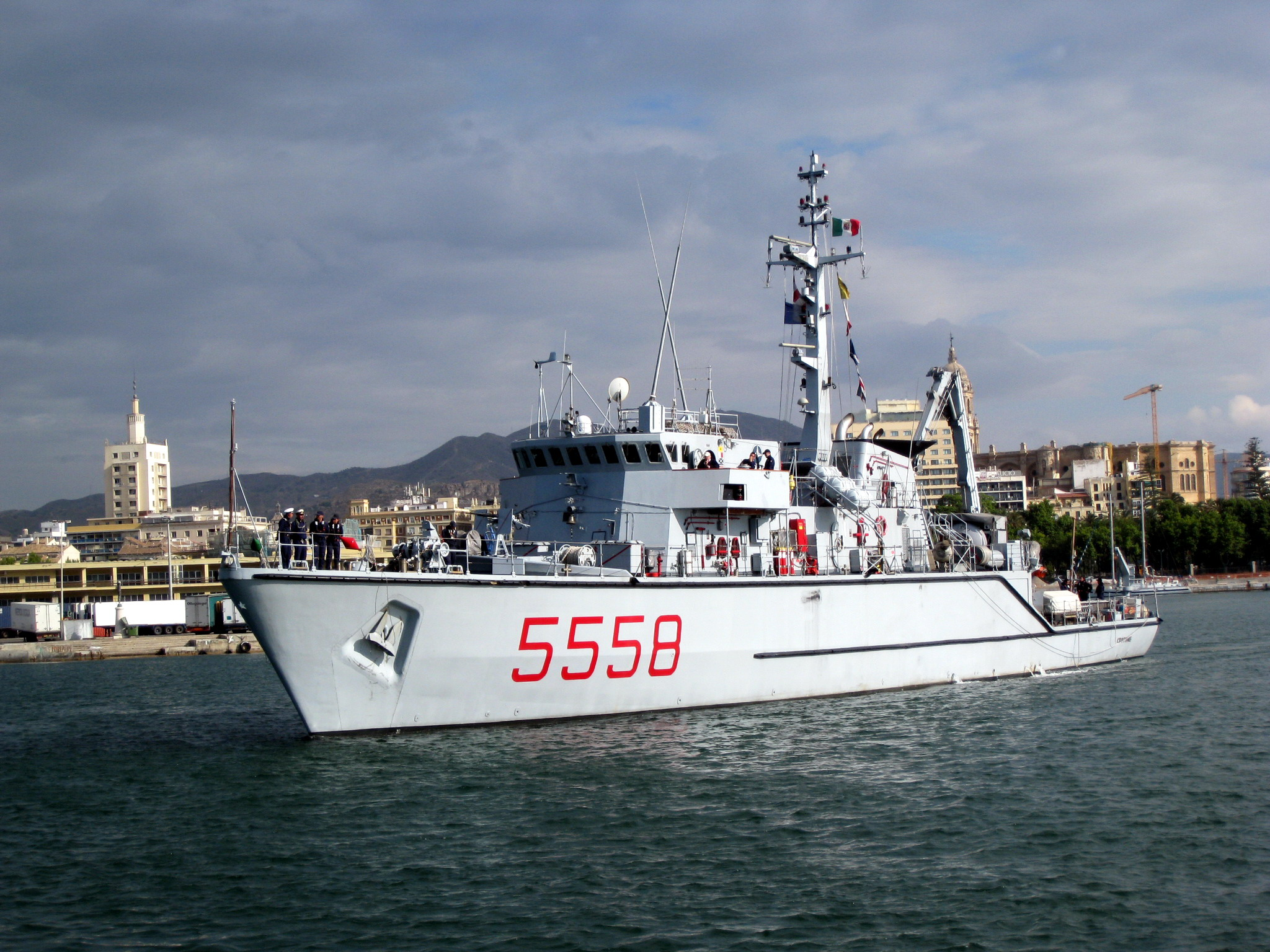
伊海軍レリチ級。現代の代表的機雷掃討艇。

上記の通り、磁気機雷の出現以後、掃海艇はいずれも木造を基本としてきた。しかしその後、木材の高騰と木船建造技術者の減少を受け、掃海艇の繊維強化プラスチック (FRP) 化が模索されるようになり、1972年には世界初のFRP掃海艇としてイギリス海軍の「ウィルトン」が進水した。欧州各国においては、1950年代に木造掃海艇を大量建造して以降、これらが老朽化して更新を必要とするまで15 - 20年の空白があったため、次世代掃海艇の建造態勢を事実上一から構築する必要があり、したがって木造艇に拘泥する必要が薄かったこともあり、1975年前後から就役を開始した戦後第2世代の掃海艇はFRP艇が多く採用されるようになった。
この時期、機雷の技術進歩も急速に進展していた。まず1970年代初期において、優勢なアメリカ海軍原子力潜水艦に対抗して、ソビエト連邦軍は機雷の高性能化・深深度化を進めており、アンテナ機雷や短係止上昇式機雷のなかには水深2,000メートルまで敷設可能なものも出現してきた。このような深深度に敷設された機雷には、従来の掃海艇では対処困難であり、海中を航行する潜水艦にとって大きな脅威となった。このことから、1980年代以降、西側諸国においては、深深度機雷に対処するための大型掃海艇・掃海艦の整備が進められた。
また、1980年前後より、アメリカのMk.60 CAPTOR、ソ連のPMT-1をはじめとするホーミング機雷が出現しはじめた。CAPTORは小型の誘導魚雷を収容したカプセルを機雷として敷設するもので、従来の機雷よりもはるかに広大な攻撃範囲を発揮することができ、したがって、その攻撃範囲の外からの探知・類別・処分が求められるようになった。これに対抗するため、機雷処分具の高性能化が志向されるとともに、1990年代より自航式可変深度ソナー (PVDS) や使い捨て式機雷処分具の開発が模索されるようになった。また、ソナー技術の進歩に伴って、通常の対潜戦用ソナーにもある程度の障害物回避能力を付与できるようになったことから、掃海艇・機雷掃討艇以外の水上戦闘艦にも機雷処分具を搭載することで、限定的ながら機雷掃討能力を付与する試みもなされている。

## 船体
掃海艇の建造にあたっては、下記のような船質が用いられる。
- 木材
  - 総木製 - ブルーバード級掃海艇、ひらしま型掃海艇など
  - アルミニウム骨材・木皮 - トン級掃海艇、ハム級掃海艇（英語版）
  - 非磁性鋼骨材・木皮
  - 木造・FRP皮 - アヴェンジャー級掃海艦など
- 繊維強化プラスチック (FRP)
  - 単材 - ハント級掃海艇、トリパルタイト型機雷掃討艇、レリチ級機雷掃討艇（英語版）など
  - サンドイッチ - ランドソルト級機雷掃討艇（英語版）、えのしま型掃海艇など
  - コンバインド - サンダウン級機雷掃討艇
- 鋼材
  - 鋼製 - リバー級掃海艇
  - 非磁性鋼製

感応機雷の出現以降、触雷を避けるため、船質は非磁性化を求められるようになった。当初は木材が用いられていたが、上記の通り、木材の高騰と木船建造技術者の減少を受けて新素材の採用が模索されるようになり、1970年代以降、繊維強化プラスチック (FRP) の採用が拡大した。FRPの工作技術が発達途上であった当初に建造されたハント級・トリパルタイト型などでは、木製船殻構造を踏襲した横肋骨方式を採用しており、FRPによって別々に製造した骨部材と単板式の外板をピンやボルトによって取り付けるという漸進的な手法が用いられていた。その後、成形技術の発達を受け、後発のえのしま型などではFRPの成形と船体の建造が並行して進められるようになっている。FRPは、構造的連続性と高強度という特性から耐爆性に優れ、また、腐食や含水の影響が無いためライフサイクルコストの大幅な低減が期待できる一方、やはり構造的連続性のために、機関においては防振・防音上特別の配慮を必要とするという特徴がある。
鋼材は、当初は掃海艇の船質として主流であったが、感応機雷の出現以降はほとんど採用されなくなった。ただし特異な例として、イギリス海軍が深深度機雷に対する係維掃海用として1980年代に建造したリバー級掃海艇では、任務の特性上、感応機雷への触雷リスクが少なく、船価低減の必要もあり、鋼製船体を採用している。

## 機関
船体と同様に非磁性化が強く要請されていることから、主機関としては、通常のディーゼルエンジンをもとに派生させた非磁性化エンジンが搭載されることが多い。例えばトリパルタイト型においてはRUB215V12 V型12気筒ディーゼルエンジンが主機関として搭載されたが、非磁性材料割合（導磁率μ<1.05）は、エンジン単体で60%、防振台や減速機を含めた主推進システム全体では85%とされていた。
機雷掃海時には航路保持が、機雷掃討時には定点保持 (Hoverring Positioning) が求められることから、精密な操艦を可能にするため、サイドスラスターやアジマススラスターなど水平推進装置を備える場合が増えている。掃海時には、低速で、かつ各種掃海具を曳航する必要上から大出力発揮が求められることから、推進器に可変ピッチ・プロペラを採用、減速機を二段式にするなどの特殊な配慮がなされる。一方、機雷掃討時には、長時間低速航走する必要があり、また、放射雑音およびキャビテーションノイズ低減の利点もあることから、低速時用の補助推進装置として電動推進方式を併用する場合も多い。速力の平均値は、最大速力は約15ノット、掃海速力は約7ノットである。
また、掃海艇特有の事情として、電磁石式の磁気掃海具を搭載している場合は所要の電力が大きいことから、艦内サービス用の主発電機とは別に、専用の掃海発電機が搭載されることが多かった。ただし近年では、パワーエレクトロニクスの進歩もあり、えのしま型などでは同一発電機で兼用している。
これらのエンジンは、音響機雷への対策のため、防振ゴムや、天井から吊り下げた特殊な架台に載せたりして、外部へ振動が伝わらないようにされている。特にFRP艇においては、FRPの構造的連続性のために船内の騒音が減衰されにくく、水中放射雑音の大きさに直結することから、これらの防音・防振措置は非常に重要となっている。

## 装備
掃海艇が機雷を排除する方法は、下記の2つに大別される。
機雷掃海
掃海具を曳航して、機雷を浮上ないし起爆させるもの。
機雷掃討
機雷探知機により機雷を探知し、何らかの手段で処分するもの。
これらに用いるため、掃海艇には下記のような装備が施されている。

### 機雷探知機
機雷探知機は、超音波によって、水中の機雷の探知･類別を行う装置であり、要するに高周波を使用するアクティブ・ソナーである。
目標の捜索および類別のために、異なるいくつかの周波数帯を使用する。小さな機雷の探知には高い周波数帯を使うが、この場合、探知精度が高くなる代わりに有効捜索距離は短くなる。探知機は当初は掃海艇の船体に直接装備されるか、または曳航されていたが、対潜水艦用に深深度に敷設される機雷が出現すると、水面からの探知が困難となった。このため、探知機を任意の深度に吊り下げ曳航するVDS方式が用いられるようになった。さらに、探知した目標に自走して接近、爆発するホーミング機雷など危害範囲が格段に広い機雷が出現するようになると、危険を避けるため探知機は掃海艇の前程に出すことが必要になった。このため、近時では探知機に推進装置を付けたPVDS方式に移行しようとしている。
このPVDS方式の探知機に爆雷、カッターを装備した物も現れたが、そのような多機能化した処分具は非常に高価で、そのような処分具を目標とし攻撃できる機雷も出現したため問題となった。そこで、PVDS方式の探知機を出来るだけ簡略化し運用される方向にある。このため自走爆雷という一種の使い捨ての処分具も出現しておりドイツのSea-Foxが有名である。

### 掃海具
掃海具としては、係維機雷を掃海するための係維掃海具、感応機雷を掃海するための感応掃海具がある。
係維掃海具
掃海艇が曳航する掃海具に取付けられた機械式もしくは火薬作動式のカッターにより、係維機雷の本体と錘をつなぐ係維索を切断するのに用いる。現在ではオロペサ型係維掃海具が主流となっている。浮上した機雷本体は掃海艇が機関砲などにより銃撃し爆発させ処分するほか、ヘリコプターから水中処分員 (EOD) が降下し爆薬を設置して爆破することもある。
感応掃海具
磁気掃海具と音響掃海具がある。前者は曳航した電線に電流を流すことで海中に磁界を発生させる装置で、これにより磁気機雷を作動させて処分する。後者は発音体とその曳航装置からなり、発音体が発する船舶のスクリュー音に類似した音波で音響機雷を作動させ処分する。これらの信号の発生パターンとしては、従来は機雷の調定感度等を推定して、それに合致した信号を流すMSM（mine setting mode）が用いられていたが、機雷の高知能化に対抗するため、艦船の磁気・音響シグネチャーを模倣するTEM（target emulation mode）も用いられるようになっている。しかし機雷の側も様々な信号を捉えるように工夫しているため、調定は極めて難しいものとなっている。
なお、水圧機雷を効率的に掃海できる掃海具は未だ研究中である。

### 掃討具

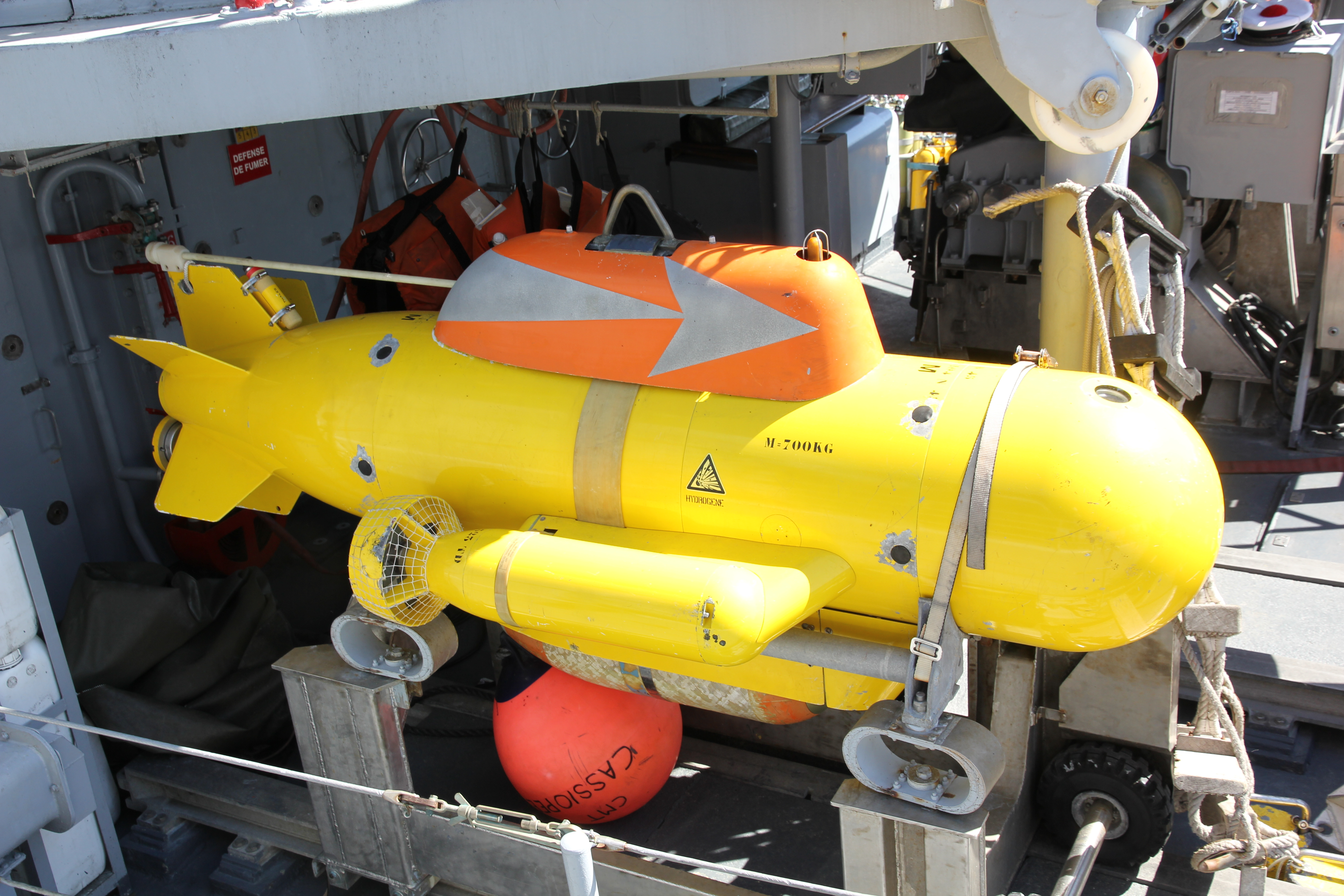
PAP-104機雷処分具

機雷掃討は掃海が困難な水圧機雷が出現した事により考案された。これは機雷探知機により機雷を捜索し、発見した機雷を処分用の爆雷やカッターで爆破するという処分方法である。爆雷やカッターは、時限式もしくは掃海艇からのコマンド信号により作動する。初期にはこれらの処分装置の設置を、掃海艇の支援を受けたディンギーと呼ばれる小型艇で行っていたが、ディンギーの乗員にとってこれは危険な作業だった。そのため現在では爆雷およびカッターの設置はPAP-104に代表されるような遠隔操作無人探査機によって行うのが主流となっている。

### 兵装
掃海艇においては、係維掃海具によって係維索を切断されて浮上した機雷などを銃撃・処分する必要性から、機関砲・機関銃が搭載されている。これらの武装は、機雷処分以外にも、自衛用や哨戒任務時の主兵装として用いられる。また、自衛用として携帯式防空ミサイルシステム (MANPADS) などが搭載される場合もある。

## 艇内編成
掃海艇の艇内編成を示すため、ここでは海上自衛隊の掃海艇を例に示す。海上自衛隊の掃海艇の艇内の編成は、「自衛艦の艦内の編制等に関する訓令」（昭和47年海上自衛隊訓令第17号）及び「自衛艦の艦内の編制等の細部に関する達」（昭和47年海上自衛隊達第32号）により、次の通りとなっている。幹部自衛官は、艇長・船務長・掃海長・処分士（水中処分員が乗り組んでいる艇に限る）・機関長・船務士の6名が配属される。補給長は船務長（誰が兼務しても良い）が兼務しているのが、一般的であり、専門的業務は隊司令部に所属している隊補給長が行っている。船体消磁については、電機員が担当しており、この関係で船務長ではなく機関科（長）が担当している。また、潜水は処分士が総括しており、処分士は掃海科に配置されている。このように下記の訓令などとは、かなりの相違があることに注意されたい。
艇長
三等海佐または一等海尉。指揮系統に従い、上級指揮官の指揮監督を受け、艦務または艇務を統括する。
船務科
情報、電測、通信、暗号、船体消磁、航行、信号、見張、操舵及び気象に関することを所掌する。
掃海科
掃海、敷設、水中処分、射撃、照射、運用、発射及び水測に関することを所掌する。
機関科
主機関、補機、電気、応急、工作及び潜水に関することを所掌する。
補給科
経費、物品の取扱い、給食、福利厚生、庶務、文書及び人事事務に関することを所掌する。

## 分類
掃海艦艇は、西側諸国においてはおおむね下記のように大別される。
掃海艦・大型掃海艇 (Mine Sweeper Ocean,MSO)
外洋域において、深深度機雷などに対処する。
中型掃海艇 (Mine Sweeper Coastal, MSC)
沿岸掃海艇とも。対機雷戦の主力となる。
小型掃海艇 (Mine Sweeping Boats, MSB)
MSCでは対応困難な浅海域・内水域の掃海や、MSCの安全確保のための前駆掃海を担当する。アメリカ海軍や海上自衛隊では、掃海ヘリコプターや遠隔操縦式掃海具によって代替され、1990年代までに退役した。
第二次世界大戦中の日本海軍では、占守型海防艦や択捉型海防艦も掃海具を装備しており、アメリカ海軍では駆逐艦を改装し、高速航洋型掃海艦として掃海駆逐艦(Destroyer Minesweeper)を整備するなど、他艦種でも掃海能力を有している場合がある。
また、戦後のソ連海軍やロシア海軍などでは、排水量を基準に5種類の区分がなされている。
海洋掃海艦 (морские тральщики)
排水量600 - 1300tのもの。
基地掃海艇 (базовые тральщики)
排水量600tまでのもの。
泊地掃海艇 (рейдовые тральщики)
排水量250tまでのもの。
河川掃海艇 (речные тральщики)
排水量100tまでのもの。
掃海ランチ (катерные тральщики)
河川掃海艇より小型のもの。

## 各国の主な掃海艦艇
大日本帝国海軍
- 第一号型掃海艇
- 潮型掃海艇（第七号型掃海艇（初代））
- 第五号型掃海艇
- 第七号型掃海艇（2代）
- 第十三号型掃海艇
- 第十七号型掃海艇
- 第七号型掃海艇（3代）
- 第十九号型掃海艇
- 第百一号型掃海艇
- 第一号型掃海特務艇
- 第百一号型掃海特務艇

 海上自衛隊
- 編入掃海船
- やえやま型掃海艦
- あわじ型掃海艦
- あただ型掃海艇
- やしろ
- かさど型掃海艇
- たかみ型掃海艇
- はつしま型掃海艇
- うわじま型掃海艇
- すがしま型掃海艇
- ひらしま型掃海艇
- えのしま型掃海艇
- 掃海艇1号型

 アメリカ海軍
- YMS-1級掃海艇
- ブルーバード級掃海艇
- アグレッシブ級掃海艇
- アジャイル級掃海艇
- アヴェンジャー級掃海艦
- オスプレイ級機雷掃討艇

 イギリス海軍
- トン級掃海艇
- ハント級掃海艇
- リバー級掃海艇
- サンダウン級機雷掃討艇

 フランス海軍/ オランダ海軍/ ベルギー海軍
- トリパルタイト型機雷掃討艇

 ドイツ海軍
- リンダウ級掃海艇（ドイツ語版）
- ハーメルン級掃海艇（ドイツ語版）
- クルムバッハ級機雷掃討艇（英語版）
- フランケンタール級機雷掃討艇（英語版）
- エンスドルフ級掃海艇（英語版）

 人民海軍
- クラーケ型掃海艇（ドイツ語版）
- コンドール型掃海艇（ドイツ語版、英語版）

 イタリア海軍
- レリチ級機雷掃討艇（英語版）

 スウェーデン海軍
- ランドソルト級機雷掃討艇（英語版）

 スペイン海軍
- セグーラ級機雷掃討艇（スペイン語版）

 大韓民国海軍
- 襄陽級掃海艇
- 江景級掃海艇

 中国人民解放軍海軍
- 渦池型 (081型)
- 渦掃型 (082型)
- 渦蔵型 (082-I型)

 ユーゴスラビア海軍（現： セルビア陸軍河川艦隊）
- ネシュティン級河川掃海艇（英語版）

 南アフリカ海軍
- リバー級機雷掃討艇